# クルスス・プブリクス

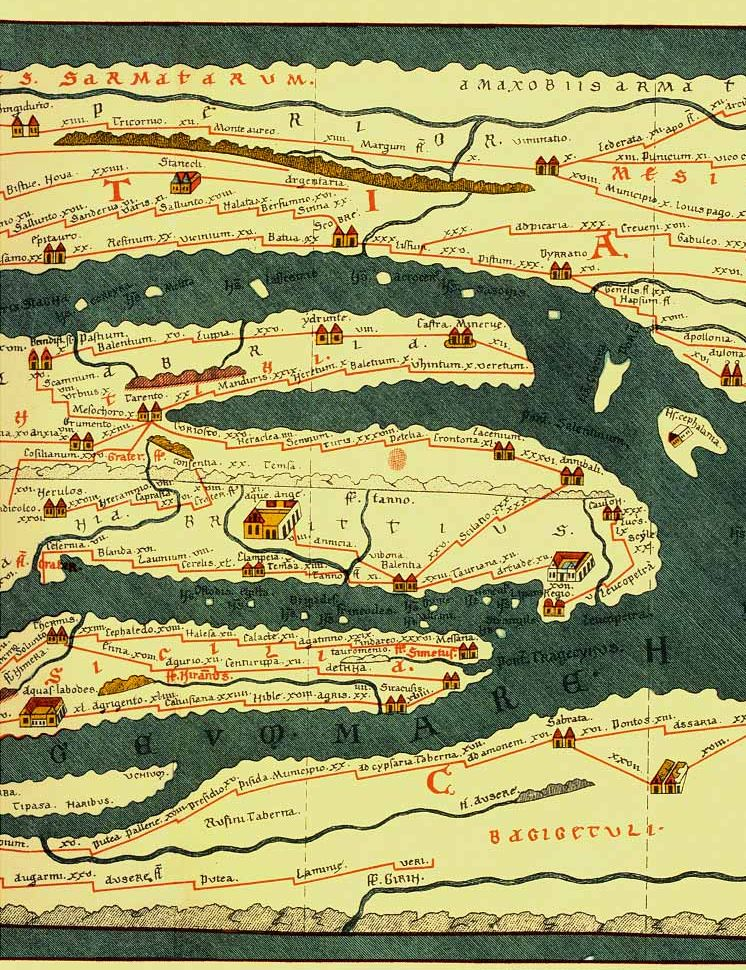
ローマ帝国の駅逓制度クルスス・プブリクス道程表ポイティンガー図（の一部、南イタリア南端周辺部）、下図【現在の地図との比較図】の7の地域に相当する。『全ての道はローマに通ず』という慣用句が示すようにローマ帝国は道路網を発達させた。

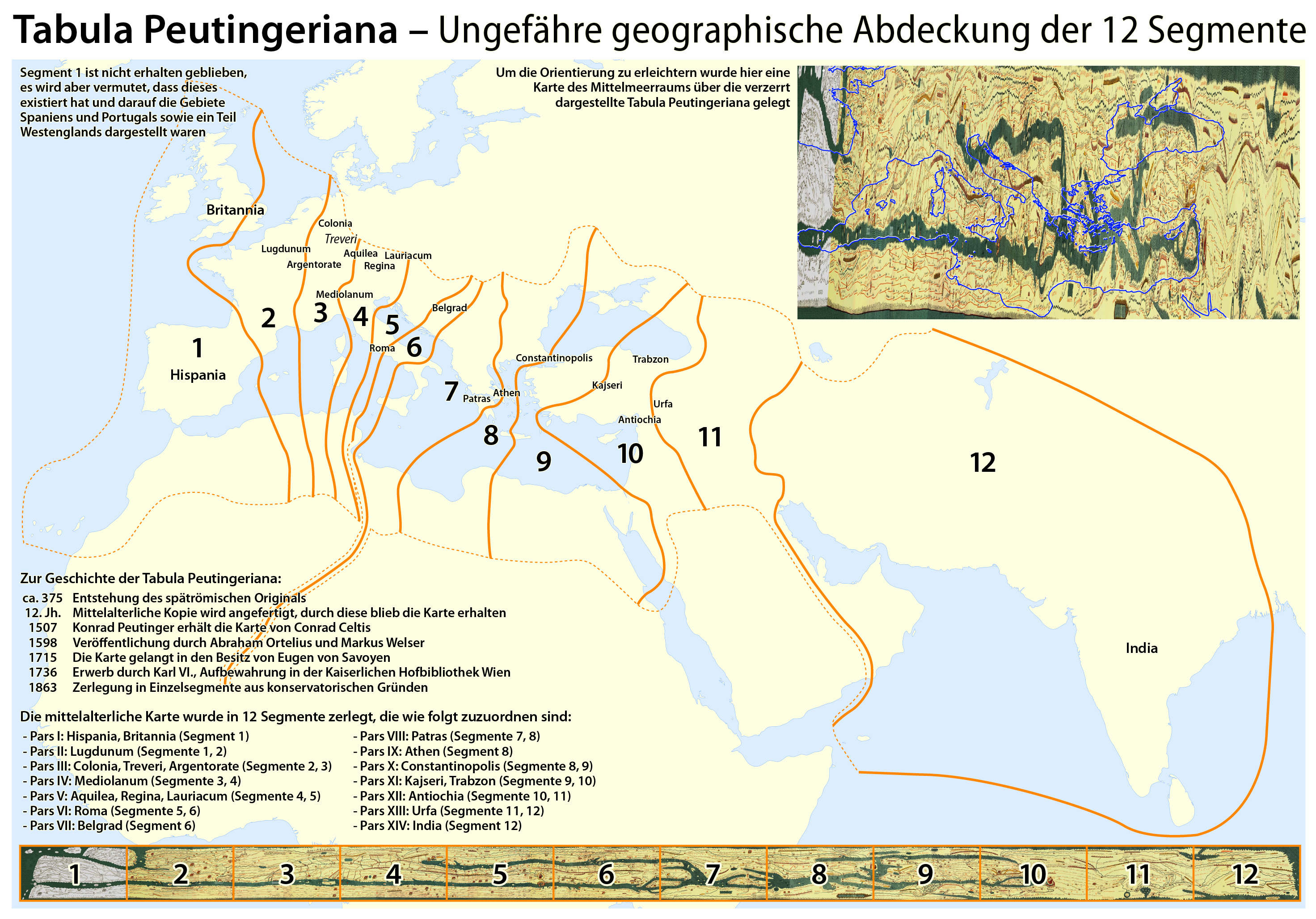
【ポイティンガー図と現在の地図との比較図】上図は、現在の地図に照らし合わせた場合、7の辺りに相当する

クルスス・プブリクス（ラテン語：Cursus publicus、「公道」の意。古代ギリシア語: δημόσιος δρόμος, dēmósios drómos）とは、ローマ帝国の国営伝馬制度で、後に東ローマ帝国にも継承された。皇帝アウグストゥスが、イタリアと属州間の役人、メッセージ、税金を移動させるために創設した。
高官の私用濫用や偽造許可証に加え、施設維持はその地域の責任で人民の負担は大きく、生活も圧迫されて、4世紀には「ローマ世界の悪疫」とまで嘆かれるようになった。6世紀前半まで東ローマ帝国で完全に機能していたが、東ローマ帝国の歴史家プロコピオスは皇帝ユスティニアヌス1世がペルシア国境への道以外を廃止したと非難している。
クルスス・プブリクスの行程は、西暦400年ごろのローマ道路網の地図ポイティンガー図に示されている。

## ペルシア帝国からの伝馬制度導入
西方世界において、もっとも早く駅伝制度を整えたのは アケメネス朝ペルシア帝国である。古代ギリシアの歴史家ヘロドトスの著書『歴史』には、ダレイオス1世によって王の道という公道が整備され、この道の1日行程ごとに宿場 angaraを設け、en:Angarium、angareionという伝馬制度が敷かれたという記述がある。ローマの伝馬制度は、これらを導入し発展させたものである。

## 構成

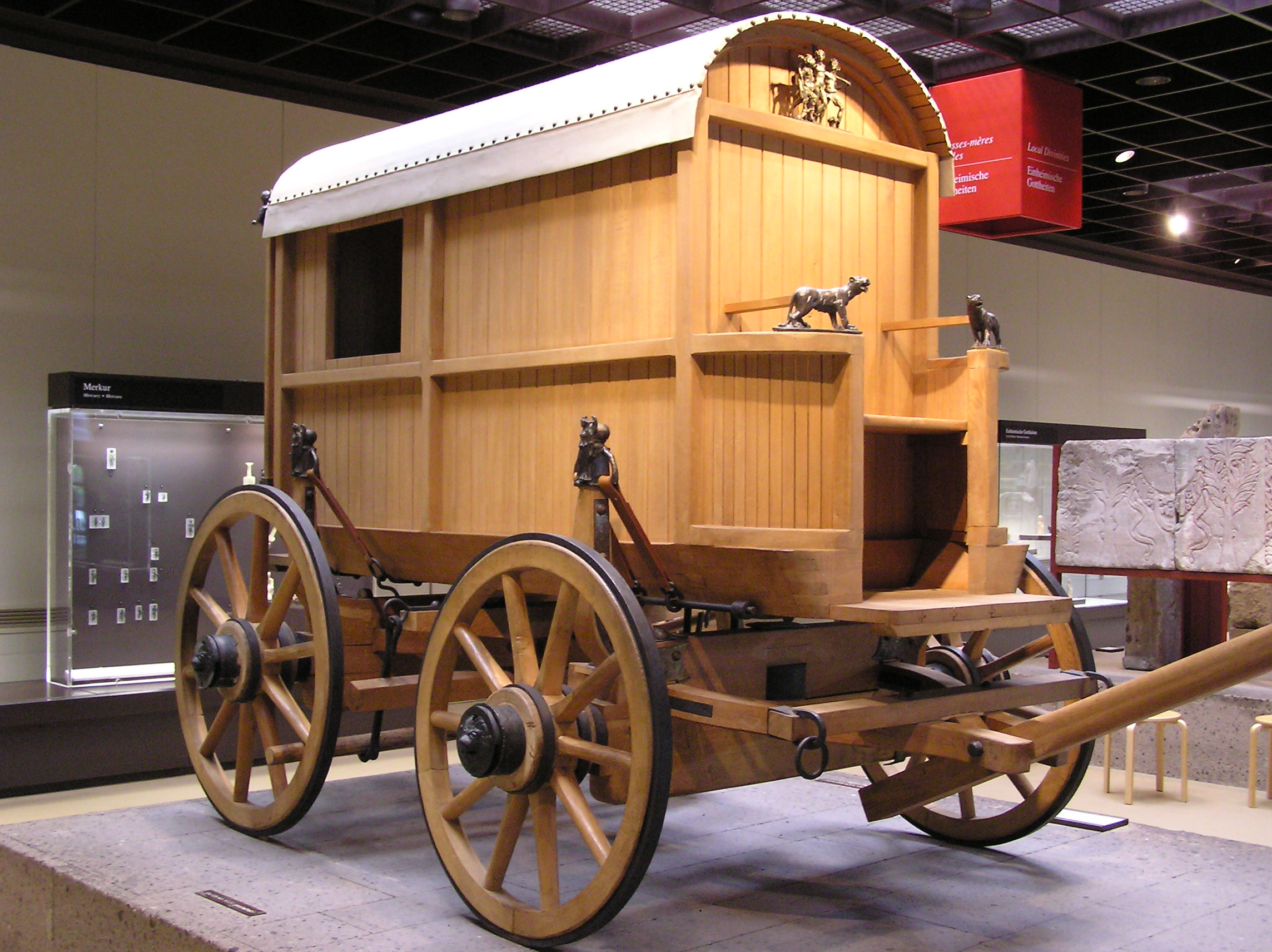
ローマ時代の馬車を再現したもの

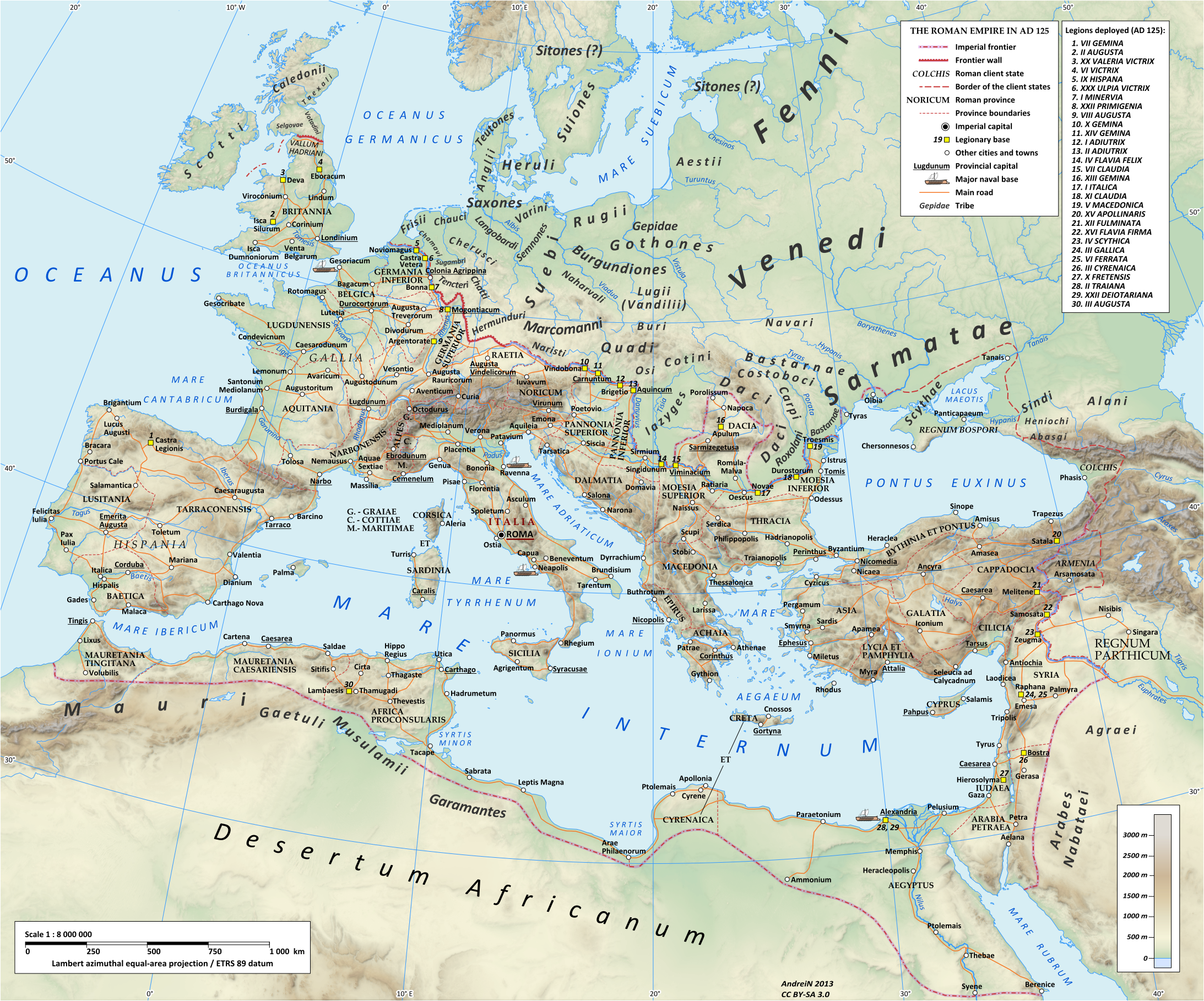
西暦125年のローマ帝国におけるMain Roadが記載された地図

ローマ帝国を構成する地域をつなぐ道沿いに一連の砦と駅が建てられた。これらの駅（リレーポイント）は、騎手（通常は兵士）に廷臣の行政長官または役人を乗せる馬車を引くための馬を提供した。この乗り物は clabulae という。クルスス・プブリクスを利用するには、皇帝自身が発行した証書または diploma（ディプロマ、免状）が必要であった。知事や副知事に任命された人達が免状を使って自分たちや家族を自由に旅行させるような濫用が見られた。偽造品や盗難免状も使用された。政治家の大プリニウスと皇帝トラヤヌスは、最新の許可証を維持する為に皇室郵便で証書を贈られる事を望む人々の必要性について記述している。
ディオクレティアヌスの改革以前の時期には、クルスス・プブリクスは cursus vehicularis という用語が一般的では無かったかもしれないが使われた。関連する役職に、アントニヌス・ピウスの治世中に仕官していた価格取締官 (Praefectus Vehiculorum) のルキウス・ウォルシウス・マエキアヌスがいる。おそらく、彼は帝国全体の駅のネットワークの効果的な運用を保証し、それを使用する資格のない者による施設の乱用を阻止するために何らかの監督責任を負っていたと思われる。査察官がシステムの機能を監督し、ローマの「Praefectus」に報告したと推測されるという証拠がある。しかし、マエキアヌスの主な仕事は若きマルクス・アウレリウス・アントニヌスの法学家庭教師でもあったため、フルタイムで監督を行っていたとは考えられない。
ディオクレティアヌスとコンスタンティヌス1世の改革後、このサービスは高速便（ ラテン語: cursus velox, ギリシア語: ὀξὺς δρόμος）と通常便 （ラテン語: cursus clabularis, ギリシア語: πλατὺς δρόμος）に分けられた。高速便には馬（veredi「乗馬」と parhippi「荷馬」に分けられた）とラバが使用され、通常便には牛のみが使用された。"cursus clabularis" は、重い品物の移動や高官の旅行や政府のメッセージの伝達を促進するために使用されたことを示している。

## 地域の負担、クルスス・プブリクスの廃止
cursus と呼ばれる拠点がイタリアや属州で運用された。これらはエジプトとアジア マイナーには一つずつしかないと、トラヤヌス帝への大プリニウスの手紙に記述されている。それは運搬員が休める場所として約19キロメートルごとに存在する村に一般的にあるが、私有の大きな mansiones で休憩することもあった。manceps や勤め人によって運営されていた mansiones は、食糧と宿泊場所、馬のためのケアと鍛冶屋を提供した。cursus はまた、帝国の道路沿いにあるコミュニティによって運営された。

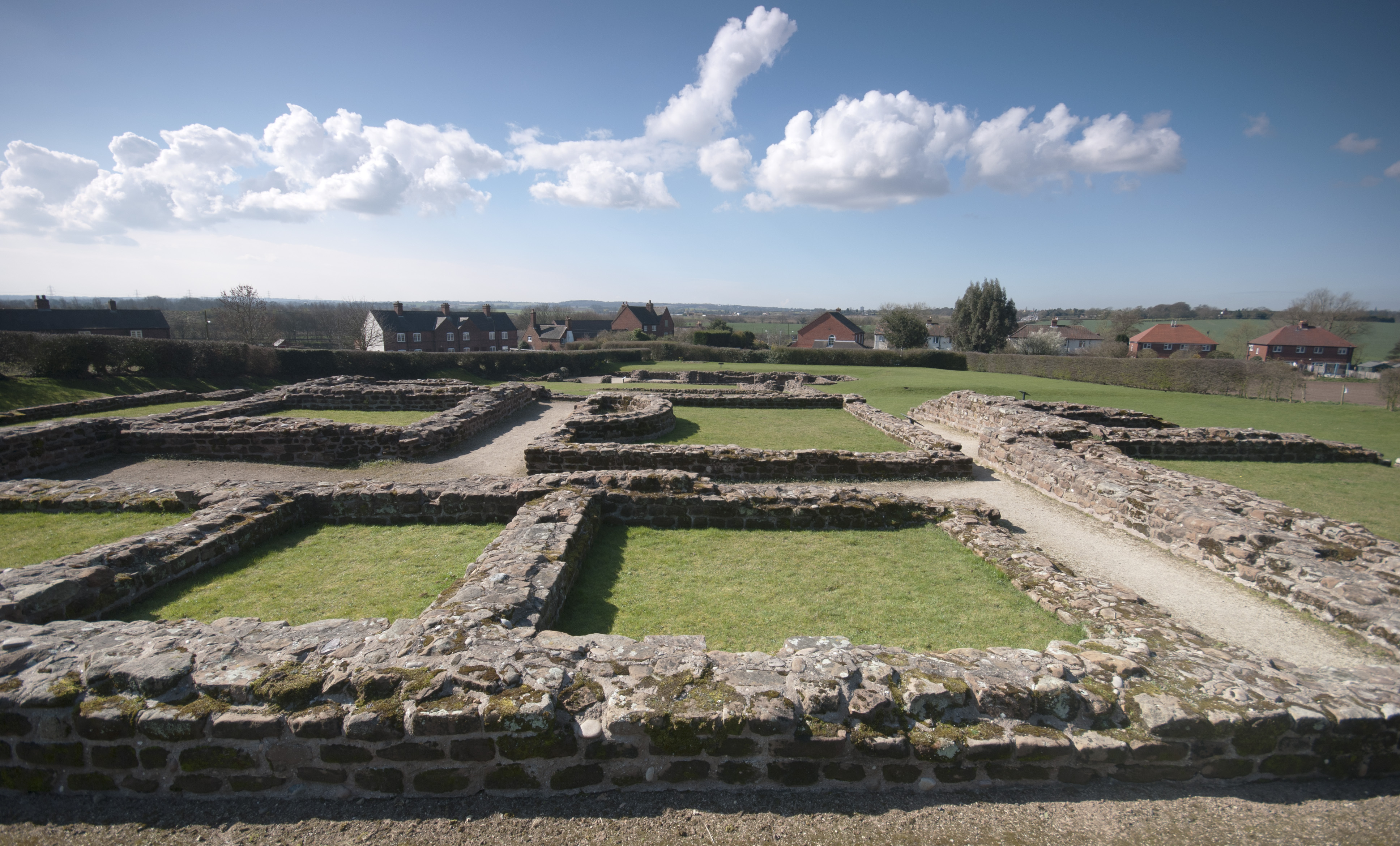
イギリス スタッフォードシャー、Letocetumにあるmansioの遺跡

休憩するための馬交換所「ムーターティオー」（mutatio または mutationes）が10ローマ・マイル程度毎に、4〜5箇所程度のムーターティオーに1箇所は大きな規模の宿駅「マンシオー」（mansio または mansiones）と呼ばれる施設が整備された。

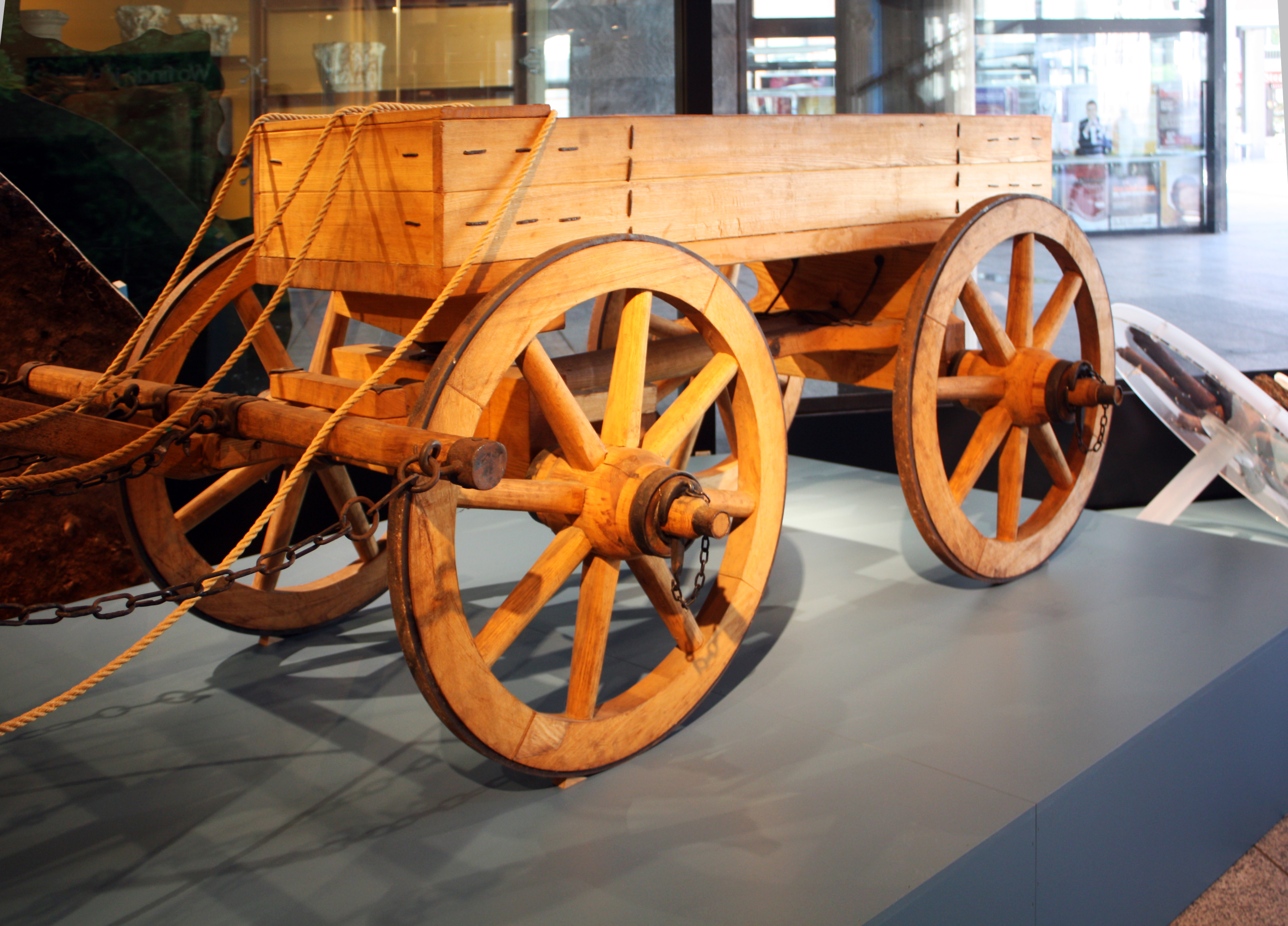
ローマ時代の荷馬車を再現したもの

これらの町は高頻度で、軍隊の使者に食糧と馬を提供し、建前としてローマの道路区画の管理サービスと償還金を享受した。自然発生した揉め事に、当時の中央政権はとても積極的に介入した。
これらのコストは高く、その恩恵が得られるとは限らなかった。濫用者への罰則や、維持できてない施設の報告義務などの施策がされたが、6世紀の皇帝ユスティニアヌス1世によって、クルスス・プブリクスのペルシア国境へのルート以外は廃止された。
後継として dromos という制度が存続し、en:logothetēs tou dromou によって大幅に監修されたが、8世紀中頃まで存在が証明されておらず、長い間休止したあと復活した可能性がある。それらも大幅に制限がかけられ、本質的に古いoxys dromosサービスの残骸であった。西側では、カッシオドルスは東ゴート族王テオドリックの文通を報告しているように、イタリアの東ゴート族の下では存続していた。

## スピード
典型的な移動では1日あたり41〜64マイル（66〜103km）のスピードとなる。また、良いニュースより悪いニュースの方が優先された。勝利などのニュースには書簡に月桂冠が付けられたが、悪いニュースを運ぶ者の槍には急ぐ事を示唆する羽が付けられた。
リュキアの海岸で亡くなったガイウス・カエサルの訃報がイタリアのピサに届くのに要した時間は36日以上で、海上での伝達はこの時期には危険なので、約1,345マイル（2,165 km）の距離を陸上で送られたと考えられる。これらの結果から、悪いニュースは1日平均約50マイル（80 km）で送られたことになる。同様の結果は複数あり、歴史家の C.W.J.Eliot も著書「New Evidence for the Speed of the Roman Imperial Post」で、別の例で一日毎50マイル(80 km)という結果を出している。
西洋古典学者ライオネル・キャソンは、著書の中でローマ帝国の様々な港の間で16回の航海が行われた時間の統計を示している。とても良いコンデションで船は約5ノット（9.3 km/h; 5.8 mph）または1日あたり120マイル（190 km）の速度で移動出来るとしている。悪いコンデションの旅では、約2ノット（3.7 km/h; 2.3 mph）または1日あたり50マイル（80 km）であるとしている。